# Centro Deportivo de Hockey Césped Estadio Nacional
 El Centro Deportivo de Hockey Césped llamado Claudia Schüleres un complejo deportivo ubicado al interior del Parque Deportivo Estadio Nacional, en la comuna de Ñuñoa, ciudad de Santiago de Chile. Fue inaugurado el 3 de marzo de 2022 como parte de las obras consideradas para los Juegos Panamericanos de 2023. Más tarde fue la sede del Mundial Junior Femenino (sub-21) de 2023 
Se trata del primer recinto público para la práctica de este deporte en el país. Su infraestructura consta de dos canchas con superficie Domo Fast Play certificadas por la Federación Internacional de Hockey y equipadas con sistema de riego, drenaje, banco de suplentes, cabinas de oficiales técnicos, torre de video, marcador electrónico y moderna iluminación. 
A contar de noviembre de 2022, el espacio es el lugar de entrenamiento para las selecciones chilenas femenina y masculina de hockey césped.